# Joseph Goebbels
Paul Joseph Goebbels hay có tên phiên âm dựa theo tiếng Đức là Giô-xép Gơ-ben (tiếng Đức: [ˈɡœbəls] ⓘ; (29 tháng 10 năm 1897 – 1 tháng 5 năm 1945) là một chính trị gia người Đức giữ chức Bộ trưởng Bộ Giác ngộ quần chúng và Tuyên truyền của Đức Quốc xã từ 1933 đến 1945. Goebbels là một trong số những trợ lý gần gũi và thuộc hạ tận tâm nhất của Adolf Hitler; ông được biết đến với những lần diễn thuyết trước công chúng cùng tư tưởng bài Do Thái sâu sắc và hiểm độc của mình, bởi vậy Goebbels đã ủng hộ việc tận diệt người Do Thái trong vụ Holocaust.
Goebbels có mong muốn trở thành một tác giả, ông giành được tấm bằng Tiến sĩ Triết học tại Đại học Heidelberg vào năm 1921. Ba năm sau, Goebbels gia nhập đảng Quốc xã và cộng tác với Gregor Strasser tại chi nhánh phía Bắc của họ. Năm 1926 Goebbels được bổ nhiệm làm Gauleiter (lãnh đạo địa bàn) của Berlin, tại đây ông bắt đầu quan tâm đến việc sử dụng biện pháp tuyên truyền để giúp nâng cao vị thế và xúc tiến các kế hoạch của đảng. Sau khi những người Quốc xã lên nắm quyền vào năm 1933, Bộ Tuyên truyền của Goebbels đã nhanh chóng giành lấy và thực thi quyền giám sát quản lý các phương tiện truyền thông, nghệ thuật, và thông tin tại Đức. Goebbels tỏ ra đặc biệt thông thạo trong việc sử dụng các phương thức tương đối mới mẻ như phát thanh và phim ảnh để phục vụ cho mục đích tuyên truyền. Đề tài tuyên truyền gồm có bài Do Thái, công kích Giáo hội Cơ đốc, và sau sự bùng nổ của Thế chiến thứ hai là nỗ lực định hướng tinh thần.
Vào năm 1943, Goebbels bắt đầu gây áp lực lên Hitler nhằm giới thiệu các biện pháp tạo nên "chiến tranh toàn diện", trong đó có việc đóng cửa các doanh nghiệp không cần thiết, buộc phụ nữ gia nhập lực lượng lao động khổ sai, và tận dụng những nam giới thuộc các ngành nghề được miễn trước đây để cho nhập ngũ. Hitler về sau bổ nhiệm Goebbels làm Toàn quyền Chiến tranh toàn diện vào ngày 23 tháng 7 năm 1944, nhờ đó Goebbels đã tiến hành các biện pháp, đa phần thất bại, nhằm làm tăng quân số phục vụ trong ngành sản xuất vũ khí và quân đội (Wehrmacht).
Khi cuộc chiến gần khép lại cũng là lúc Đức Quốc xã đối mặt với thất bại, thời điểm đó Goebbels đoàn tụ với vợ Magda và những đứa con của mình tại Berlin. Từ ngày 22 tháng 4 năm 1945 gia đình họ trú ẩn dưới Vorbunker, một phần tổ hợp boongke dưới mặt đất của Hitler. Hitler tự sát vào ngày 30 tháng 4. Theo như bản di chúc của Hitler, Goebbels lên kế nhiệm ông trong vai trò Thủ tướng Đức. Goebbels giữ chức vụ này trong vòng một ngày, trước khi cùng vợ hạ độc sáu đứa con rồi tự sát.

## Thuở thiếu thời
Paul Joseph Goebbels sinh ngày 29 tháng 10 năm 1897 tại Rheydt, một thành phố công nghiệp nằm về phía nam Mönchengladbach, gần Düsseldorf. Cha mẹ Goebbels đều là những người theo Công giáo và xuất thân từ tầng lớp thấp kém trong xã hội. Fritz, cha của Goebbels, là một đốc công; còn mẹ ông, Katharina (née Odenhausen), từng là một tá điền, bà là người Hà Lan. Goebbels có năm anh chị em ruột: Konrad (1893–1947), Hans (1895–1949), Maria (1896–1896), Elisabeth (1901–1915), và Maria (1910–1949), người sau này đã kết hôn với nhà làm phim Đức Max W. Kimmich vào năm 1938. Năm 1932, Goebbels công bố một cuốn sách nhỏ về gia phả của mình nhằm bác bỏ những tin đồn cho rằng bà ông có gốc gác Do Thái.
Thuở nhỏ, sức khỏe của Goebbels là không được tốt với những lần ốm đau, bệnh tật, trong đó có một đợt viêm phổi kéo dài. Bàn chân phải của ông bị dị tật, nó quẹo vào trong, dầy và ngắn hơn bàn chân trái, do nguyên nhân bẩm sinh. Ông từng trải qua một đợt điều trị giải quyết dị tật này ngay trước khi bước vào tiểu học, tuy nhiên không thành công. Do một chân ngắn, Goebbels thường phải đeo một vật dụng ở chân và sử dụng một loại giày đặc biệt; bước đi của ông là khập khễnh. Điều này cũng là nguyên nhân khiến ông không thể phục vụ cho quân đội trong thời kỳ Thế chiến thứ nhất.
Goebbels từng theo học tại một trường Gymnasium Cơ đốc và hoàn thành kỳ thi Abitur vào năm 1917. Tại lớp của mình, Goebbels là học sinh đứng đầu và theo truyền thống ông đã vinh dự được phát biểu tại lễ trao giải. Cha mẹ Goebbels ban đầu kỳ vọng con trai họ sẽ trở thành một linh mục Công giáo và Goebbels thật sự đã cất nhắc về điều này. Quãng thời gian tiếp theo Goebbels nghiên cứu văn học và lịch sử tại các trường đại học Bonn, Würzburg, Freiburg, và Munich. Trong giai đoạn đó ông bắt đầu không còn chú tâm đến tôn giáo.
Các nhà sử học, trong đó có Richard J. Evans và Roger Manvell, cho rằng việc luôn được phái nữ theo đuổi suốt cuộc đời có thể coi như một sự bù đắp cho thể trạng ốm yếu của Goebbels. Vào tháng 5 năm 1918, tại Freiburg, Goebbels gặp gỡ và rơi vào cuộc tình với Anka Stalherm, một người con gái hơn ông ba tuổi. Hai người đã cùng tới Würzburg để tiếp tục quá trình học tập, rèn luyện. Tuy nhiên, chỉ hai năm sau, vào năm 1920, mối quan hệ giữa họ chấm dứt và ý định tự tử đã lấp đầy tâm trí Goebbels vì điều này. Trong năm 1921, Goebbels viết một cuốn tiểu thuyết bán tự truyện có tựa Michael, một tác phẩm gồm ba phần mà hiện chỉ còn sót lại phần I và III. Ông cảm thấy như đang tự thuật lại câu chuyện của riêng mình. Goebbels có thể đã thêm vào nội dung bài Do Thái và tư liệu về một người lãnh đạo có sức lôi cuốn không lâu trước thời điểm cuốn sách được nhà xuất bản của đảng Quốc xã Eher-Verlag cho xuất bản năm 1929.
Trong quãng thời gian học tập và nghiên cứu tại đại học Heidelberg, Goebbels làm luận án tiến sĩ về Wilhelm von Schütz, một nhà soạn kịch lãng mạn thế kỷ 19. Ông từng kỳ vọng được làm luận án dưới sự hướng dẫn của Friedrich Gundolf, nhà nghiên cứu văn học nổi tiếng tại thời điểm đó. Dường như Goebbels không cảm thấy khó chịu với việc Gudolf là người Do Thái. Tuy nhiên, Gundolf đã không còn thực hiện nhiệm vụ giảng dạy, do đó ông giới thiệu Goebbels đến giáo sư cùng cộng tác Max Freiherr von Waldberg, ông này cũng là người Do Thái. Waldberg là người gợi ý cho Goebbels đề tài luận án về Wilhelm von Schütz. Sau khi trải qua quá trình làm luận án và một kỳ thi vấn đáp, Goebbels đạt học vị Tiến sĩ Triết học vào năm 1921.
Giai đoạn tiếp theo, Goebbels trở về nhà và làm công việc trợ giáo, bên cạnh đó ông còn kiếm được chân ký giả cho một tờ báo địa phương. Tư tưởng bài Do Thái đang dần lớn mạnh, và việc không ưa văn hóa hiện đại đã được phản ánh qua những bài viết của Goebels khi đó. Vào mùa hè năm 1922, Goebels gặp gỡ và bắt đầu cuộc tình với Else Janke, một giáo viên. Sau khi Janke tiết lộ việc mang nửa dòng máu Do Thái trong mình, Goebbels phát biểu "sự lôi cuốn đã tiêu tan". Dẫu vậy, mối quan hệ giữa họ vẫn tiếp tục cho đến năm 1927.
Goebbels tiếp tục cố gắng trong vòng vài năm để trở thành một tác giả. Ông bắt đầu viết nhật ký từ năm 1923 như một cách giải tỏa đam mê viết lách và duy trì thói quen này trong suốt phần còn lại của cuộc đời. Với việc không kiếm được thu nhập từ hai tác phẩm văn học của mình (ông viết hai vở kịch vào năm 1923, cả hai đều không bán được), Goebbels buộc phải làm các việc như người gọi điện ở sở giao dịch chứng khoán và thư ký ngân hàng ở Cologne, một công việc mà ông ghét cay ghét đắng. Sau khi bị sa thải khỏi ngân hàng vào tháng 8 năm 1923, Goebbels trở về Rheydt. Trong quãng thời gian này, ông say mê đọc và chịu ảnh hưởng từ các tác phẩm của Oswald Spengler, Fyodor Dostoyevsky, và Houston Stewart Chamberlain, nhà văn người Đức sinh ra ở Anh với The Foundations of the Nineteenth Century (1899) là một trong những tác phẩm được xem là tiêu chuẩn của phe cực hữu tại Đức. Ông cũng bắt đầu nghiên cứu "vấn đề xã hội" và đọc các tác phẩm của Marx và Engels. Theo tiểu sử gia Peter Longerich, văn phong nhật ký của Goebbels giai đoạn từ cuối 1923 đến đầu 1924 biểu lộ một người đàn ông cô độc, bận tâm bởi các vấn đề "tôn giáo-triết học", và thiếu đi năng lực định hướng. Kể từ giữa tháng 12 năm 1923 trở về sau, nội dung nhật ký cho thấy Goebbels hướng đến phong trào dân tộc völkisch.

## Nhà hoạt động Quốc xã
Goebbels chú tâm đến Adolf Hitler và chủ nghĩa Quốc xã lần đầu vào năm 1924. Tháng 2 năm đó, phiên tòa xử Hitler về tội phản quốc bắt đầu theo sau nỗ lực chiếm quyền không thành của ông ta tại Munich vào ngày 8–9 tháng 11 năm 1923 (cuộc đảo chính thất bại được biết đến với tên gọi Đảo chính nhà hàng bia). Phiên tòa thu hút rất nhiều sự chú ý của báo giới và nó đã trở thành sân khấu cho Hitler tuyên truyền. Goebbels bị đảng Quốc xã thu hút phần lớn bởi sức hút của Hitler và niềm tin vào lời cam kết của ông ta. Trong khoảng thời gian đó, Goebbels gia nhập đảng Quốc xã, trở thành thành viên số 8762. Cuối năm 1924, ông đề nghị được làm việc với Karl Kaufmann, Gauleiter (thủ lĩnh địa bàn của đảng) của vùng Rhine-Ruhr. Kaufmann phân cho Goebbels cộng tác cùng Gregor Strasser, một nhà tổ chức Quốc xã hàng đầu tại miền Bắc nước Đức, người đã thuê Goebbels làm việc cho tờ tuần báo của họ đồng thời làm thư ký cho các văn phòng đảng trong khu vực. Goebbels cũng trở thành phát ngôn viên của đảng và người đại diện cho vùng Rhineland-Westphalia. Các thành viên thuộc chi nhánh phía bắc của đảng dưới quyền Strasser, trong đó có Goebbels, có quan điểm thiên về xã hội chủ nghĩa hơn so với nhóm địch thủ Hitler ở Munich. Strasser bất đồng với Hitler về nhiều phần trong cương lĩnh đảng và từ tháng 11 năm 1926 ông bắt đầu có một sự xét lại.

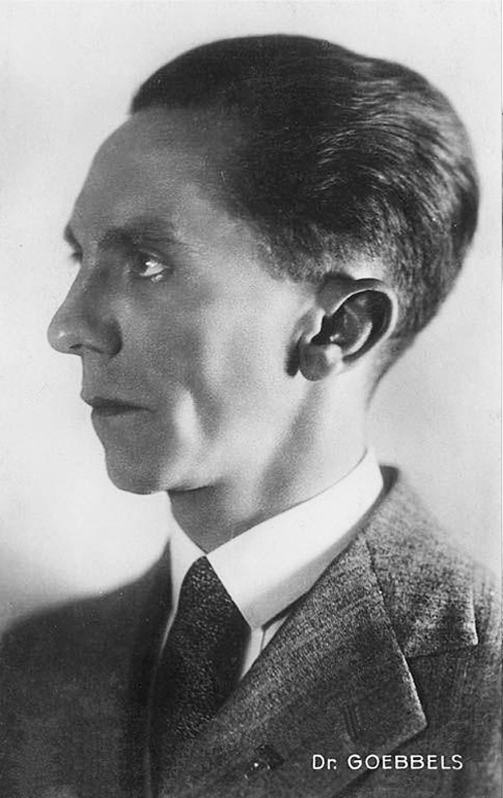
Goebbels

Hitler nhìn nhận những hành động của Strasser như một mối đe dọa đến quyền lực của mình và ông đã triệu tập 60 Gauleiter và thủ lĩnh đảng, trong đó có Goebbels, tới một hội nghị đặc biệt tổ chức tại Bamberg, địa điểm thuộc Gau Franconia của Streicher. Tại đây Hitler có một bài diễn thuyết kéo dài hai giờ phản đối chương trình chính trị mới của Strasser. Hitler phản đối những kiến thức, tư tưởng xã hội chủ nghĩa đến từ vùng miền Bắc, tuyên bố nó sẽ đồng nghĩa với "Bolshevik hóa nước Đức về mặt chính trị". Thêm nữa là, sẽ "không có hoàng thân, chỉ có người Đức", và một chế độ dựa trên luật pháp "… không có hệ thống bóc lột của người Do Thái;... để cướp bóc của nhân dân chúng ta". Tương lai sẽ được bảo đảm bằng việc giành lấy đất, không phải thông qua tước đoạt những khu đất của giới quý tộc, mà là qua thuộc địa hóa những vùng lãnh thổ ở phía Đông. Goebbels rùng mình trước quan niệm của Hitler cho rằng những đặc điểm của chủ nghĩa xã hội là "một sự sáng tạo của người Do Thái", và khẳng định của ông ta rằng sở hữu tư sẽ không bị chính quyền Quốc xã chiếm đoạt. Goebbels viết trong nhật ký: "Tôi không còn tin tưởng hoàn toàn nơi Hitler. Đó là một điều khủng khiếp: sự ủng hộ bên trong tôi đã mất".
Trong niềm hy vọng giành chiến thắng trước những địch thủ đối lập, Hitler sắp xếp các cuộc họp với ba thủ lĩnh Gau Greater Ruhr tại Munich, trong đó có Goebbels. Goebbels ấn tượng với việc Hitler đi xe riêng đến gặp họ tại nhà ga. Tối hôm đó, cả Hitler và Goebbels đều có những bài diễn thuyết tại một đại hội diễn ra ở nhà hàng bia. Ngày hôm sau, Hitler đưa tay đề nghị hòa giải với ba người, động viên họ để lại những bất đồng ở phía sau. Ông ta đồng thời cho Goebbels thấy "cái nhìn sâu sắc mới" về "vấn đề xã hội". Goebbels hoàn toàn đầu hàng và dâng đến Hitler tất cả lòng trung thành của mình;– một lời thề chân thật, và ông đã giữ vững lời thề ấy trong suốt quãng đời còn lại. "Tôi yêu mến ông ấy;... Ông ấy đã nghĩ đến mọi việc," Goebbels viết. "Một trí tuệ sắc sảo tới mức có thể trở thành lãnh đạo của tôi. Tôi cúi đầu trước con người vĩ đại, một thiên tài chính trị". Sau này Goebbels viết: "Adolf Hitler, tôi yêu quý ông vì ông vừa vĩ đại vừa giản dị. Những gì mà người ta gọi là một thiên tài". Kết quả sau các cuộc họp ở Bamberg và Munich, dự thảo chương trình đảng mới của Strasser bị bãi bỏ. Chương trình Quốc gia Xã hội chủ nghĩa ban đầu năm 1920 được giữ lại y nguyên, và vị thế lãnh đạo đảng của Hitler đã được củng cố đáng kể.

## Tuyên truyền viên ở Berlin
Theo lời mời của Hitler, Goebbels đã phát biểu tại các cuộc họp đảng ở Munich và tại kỳ đại hội đảng thường niên tổ chức ở Weimar năm 1926. Để phục vụ cho các sự kiện năm sau, Goebbels lần đầu tham gia vào việc lập kế hoạch. Ông cùng Hitler sắp xếp thực hiện một bộ phim về kỳ đại hội. Việc thể hiện tốt tại các sự kiện giúp Goebbels nhận được những lời tán dương, điều này đã định hình tư tưởng chính trị của ông sao cho phù hợp với tư tưởng của Hitler và làm ông cảm phục cũng như thần tượng Hitler hơn nữa.
Goebbels được mời vào vị trí Gauleiter của vùng Berlin trong tháng 8 năm 1926. Ông tới Berlin vào giữa tháng 9 và tiếp nhận chức vụ này một tháng sau. Như vậy kế hoạch chia rẽ và phân tán nhóm Gauleiter vùng Tây Bắc của Hitler, nhóm mà Goebbels phục vụ dưới quyền Strasser, đã thành công. Hitler ban cho Goebbels quyền thế lớn trên khắp khu vực, cho phép Goebbels định ra đường lối tổ chức và lãnh đạo Gau Berlin. Goebbels được nắm quyền kiểm soát các lực lượng Sturmabteilung (SA) và Schutzstaffel (SS) khu vực và chỉ đáp lại mình Hitler. Goebbels đã hạ thấp số lượng đảng viên tích cực và hứa hẹn nhất xuống còn 600. Nhằm giúp tăng ngân quỹ, ông lập phí đảng viên và bắt đầu thu phí tham dự các cuộc họp đảng. Nhận thức được giá trị của tính công khai (cả mặt tích cực lẫn tiêu cực), ông cố tình kích động các cuộc ẩu đả ở nhà hàng bia và ngoài đường phố, bao gồm cả các cuộc tấn công bạo lực nhằm vào Đảng Cộng sản Đức. Goebbels đi theo xu hướng phát triển hiện thời áp dụng các hình thức quảng cáo trong thương mại vào lĩnh vực chính trị, trong đó có việc dùng những khẩu hiệu lôi cuốn và ám hiệu ẩn ý. Những ý tưởng mới của Gobbels trong cách trình bày áp phích bao gồm sử dụng cỡ lớn, mực đỏ, và các tiêu đề mang tính bí ẩn, khó hiểu kích thích người đọc nghiên cứu phần chữ nhỏ để xác định ý nghĩa.
Cũng như Hitler, Goebbels rèn luyện kỹ năng diễn thuyết trước một tấm gương. Trước mỗi buổi hội nghị là những nghi thức tuần hành, ca hát và các địa điểm được trang trí bằng những biểu ngữ của đảng. Goebbels chọn thời điểm xuất hiện (hầu như toàn là muộn) sao cho đạt hiệu quả cảm xúc tối đa. Ông thường lên kế hoạch tỉ mỉ cho những lần diễn thuyết, sử dụng những cử chỉ, điệu bộ; đồng thời có khả năng ứng biến, thay đổi màn thể hiện để làm sao kết nối với khán thính giả một cách hiệu quả.
Thủ đoạn khiêu khích nhằm thu hút sự chú ý cho đảng của Goebbels cùng với bạo lực xảy ra tại các kỳ họp đảng và các cuộc biểu tình đã dẫn tới việc đảng Quốc xã bị cảnh sát Berlin cấm từ ngày 5 tháng 5 năm 1927. Các vụ bạo lực vẫn tiếp tục, như là việc những người Quốc xã trẻ vô cớ tấn công người Do Thái trên đường phố. Goebbels chịu lệnh cấm diễn thuyết chốn công cộng cho đến cuối tháng 10. Trong quãng thời gian này, Goebbels nhận thấy tờ báo Der Angriff là một phương tiện tuyên truyền hữu ích cho vùng Berlin. Đó là một tờ báo có phong cách hiện đại mang tính chất hung hăng. Điều làm Goebbels thất vọng là số phát hành ban đầu thấp, chỉ 2.000 tờ. Nội dung của báo nặng tính chống cộng sản và bài Do Thái. Một trong số những mục tiêu công kích ưa thích của tờ báo này là Phó Chánh Cảnh sát Berlin người Do Thái Bernhard Weiß. Goebbels gán cho Weiß biệt danh có tính xúc phạm "Isidore" và tiến hành chiến dịch phỉ báng không ngừng nhằm vào ông này với hy vọng nó sẽ kích động một cuộc trấn áp mà từ đó ông có thể khai thác. Đồng thời, Goebbels tiếp tục cố gắng xâm nhập vào lĩnh vực văn học với một phiên bản chỉnh sửa của cuốn Michael mà cuối cùng cũng được xuất bản, cùng hai vở kịch không thành công (Der Wanderer và Die Saat). Die Saat là tác phẩm kịch cuối cùng của Goebbels. Quãng thời gian ở Berlin Goebbels quan hệ với rất nhiều phụ nữ, trong đó có cả tình cũ Anka Stalherm, người khi đó đã kết hôn và có một đứa con nhỏ. Goebbels yêu một ai đó rất nhanh, nhưng cũng dễ chán nản và chuyển sang người phụ nữ khác. Ông lo lắng quá về cái cách mà một mối quan hệ nghiêm túc có thể gây trở ngại đến sự nghiệp của mình.
Đầu năm 1928, lệnh cấm đảng Quốc xã được dỡ bỏ, gần thời điểm cuộc tuyển cử Nghị viện tổ chức vào ngày 20 tháng 5. Kết quả là thất vọng, đảng Quốc xã mất đi gần 100.000 cử tri và chỉ đạt tỉ lệ 2,6% số phiếu trên toàn quốc. Tính riêng ở Berlin thì kết quả còn thất vọng hơn khi họ chỉ nhận được 1,4% số phiếu bầu. Goebbels là một trong 12 thành viên của đảng Quốc xã được bầu vào Nghị viện. Điều này giúp ông được miễn truy tố nhiều vụ việc còn tồn đọng, một trong số đó là bản án ba tuần giam ông nhận trong tháng 4 vì tội xúc phạm phó chánh cảnh sát Weiß. Tháng 2 năm 1931 Nghị viện thay đổi các điều lệ miễn giảm, và Goebbels đã buộc phải nộp phạt vì những phát ngôn có tính bôi nhọ trên tờ Der Angriff trong năm trước đó.
Trên tờ báo Berliner Arbeiterzeitung của mình, Gregor Strasser đã chỉ trích mạnh mẽ thất bại của Goebbels trong việc thu hút những lá phiếu ở khu vực thành thị. Xét tổng quan đảng Quốc xã đạt kết quả khả quan hơn hẳn ở những vùng nông thôn, một vài nơi họ giành được 18% số phiếu. Điều này một phần là nhờ việc Hitler đã tuyên bố công khai ngay trước thời điểm bầu cử về điều 17 của chương trình đảng, đó là sung công đất mà không bồi thường và sẽ chỉ áp dụng đối với những kẻ đầu cơ người Do Thái, không nhắm đến đối tượng là chủ sở hữu đất tư. Sau cuộc tuyển cử, đảng Quốc xã chuyển sang chú trọng vào việc tìm cách thu hút nhiều lá phiếu hơn ở những vùng nông nghiệp và vào tháng 5, Hitler đã xem xét bổ nhiệm Goebbels làm chánh tuyên truyền đảng. Goebbels lưỡng lự, ông lo ngại việc Gregor Strasser chuyển chức vụ sẽ dẫn tới sự chia rẽ trong đảng. Goebbels tự nhìn nhận bản thân rất phù hợp với vị trí này và ông bắt đầu xây dựng những ý tưởng làm thế nào để có thể áp dụng tuyên truyền vào trong trường học và các phương tiện truyền thông đại chúng.

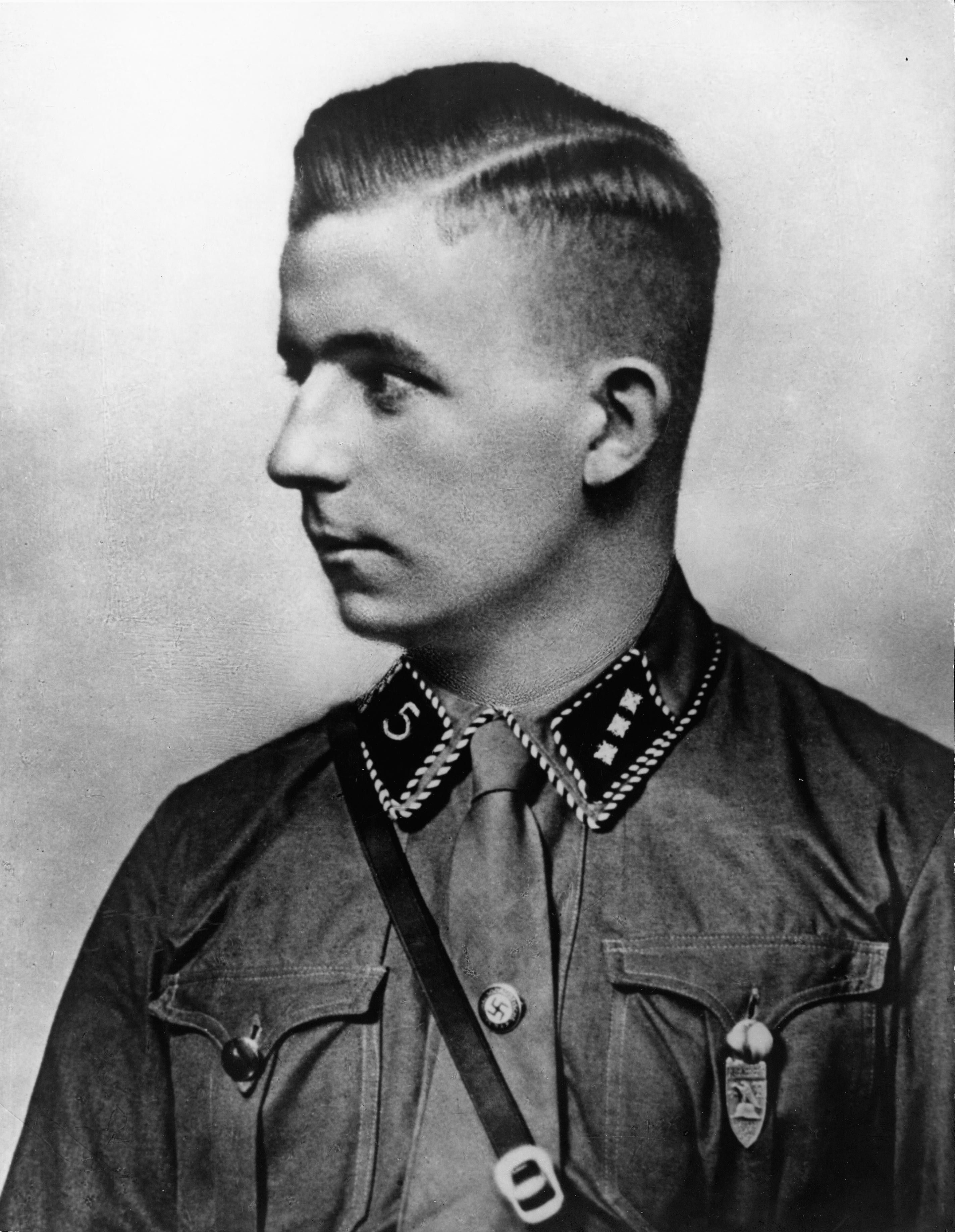
Cái chết của Horst Wessel năm 1930 đã được Goebbels lợi dụng làm công cụ tuyên truyền chống Cộng sản.

Đến năm 1930, tình trạng xung đột ác liệt giữa một bên là những người Quốc xã và bên kia là những người Cộng sản đã dẫn tới sự kiện thủ lĩnh SA địa phương Horst Wessel bị hai đảng viên Đảng Cộng sản Đức bắn. Wessel chết hai ngày sau trong bệnh viện. Goebbels đã khai thác cái chết của Wessel, biến nhân vật này thành một tử sĩ chết vì đạo. Hành khúc Die Fahne hoch (tạm dịch: Giương cao ngọn cờ) của Wessel được đổi tên thành Horst-Wessel-Lied (Bài ca của Horst Wessel) và Goebbels chính thức tuyên bố bài hát này là đảng ca của đảng Quốc xã.
Đức là quốc gia chịu tác động lớn từ cuộc Đại Suy thoái và đến năm 1930 thì tỉ lệ thất nghiệp đã tăng mạnh. Trong quãng thời gian này, nhóm của Strasser bắt đầu cho xuất bản một tờ nhật báo mới ở Berlin mang tên Nationaler Sozialist (Quốc gia Xã hội chủ nghĩa). Cũng như những xuất bản phẩm khác, tờ báo này truyền tải những đặc điểm chủ nghĩa Quốc xã mang quan điểm của họ bao gồm chủ nghĩa dân tộc, chống tư bản, cải cách xã hội, bài phương Tây. Goebbels than phiền dữ dội về tờ báo của nhóm địch thủ Strasser với Hitler và thừa nhận rằng thành công của họ khiến báo của ông ở Berlin bị "đẩy vào chân tường". Vào cuối tháng 4 năm 1930, Hitler thông báo công khai và kiên quyết về sự đối địch với Gregor Strasser, đồng thời bổ nhiệm Goebbels làm thủ lĩnh tuyên truyền của đảng Quốc xã thay thế Strasser. Một trong những việc đầu tiên mà Goebbels làm đó là cấm ấn bản phát hành vào buổi tối của Nationaler Sozialist. Ngoài ra, Goebbels còn được trao quyền quản lý các tờ báo Quốc xã ở Đức, bao gồm cả tờ báo lưu hành trên toàn quốc của đảng, Völkischer Beobachter (Quan sát viên Nhân dân). Ông vẫn phải đợi đến ngày 3 tháng 7 để có thông báo Otto Strasser cùng đội ngũ đã rời đảng. Ngay khi hay tin, Goebbels cảm thấy nhẹ nhõm và vui mừng vì "cơn khủng hoảng" với Strasser cuối cùng đã chấm dứt và Strasser đã mất đi mọi quyền hành.
Sự suy thoái nhanh chóng của nền kinh tế dẫn tới việc chính phủ liên hiệp giải thể vào ngày 27 tháng 3 năm 1930. Một nội các mới được thành lập và Paul von Hindenburg đã sử dụng quyền lực tổng thống của mình để chi phối thông qua các nghị định khẩn cấp. Hindenburg đã bổ nhiệm Heinrich Brüning làm thủ tướng. Goebbels phụ trách chiến dịch tranh cử Nghị viện của đảng Quốc xã, cuộc tuyển cử diễn ra vào ngày 14 tháng 9 năm 1930. Chiến dịch vận động có quy mô hết sức lớn với hàng ngàn cuộc mít tinh và những bài phát biểu trên khắp đất nước. Các bài phát biểu của Hitler tập trung đổ lỗi cho Cộng hòa Weimar là nguyên nhân gây ra khủng hoảng kinh tế, nhất là việc chính phủ này tuân theo các điều khoản của Hòa ước Versailles khiến Đức phải bồi thường chiến phí, điều đã được chứng minh là thủ phạm phá hoại nền kinh tế đất nước. Hitler đề xuất một xã hội Đức mới căn cứ vào chủng tộc và sự đoàn kết dân tộc. Thành quả thắng lợi khiến cả Hitler và Goebbels phải bất ngờ: Quốc xã đã trở thành đảng lớn thứ hai ở Đức sau khi nhận được 6,5 triệu lá phiếu trên toàn quốc và giành 107 ghế trong Nghị viện.

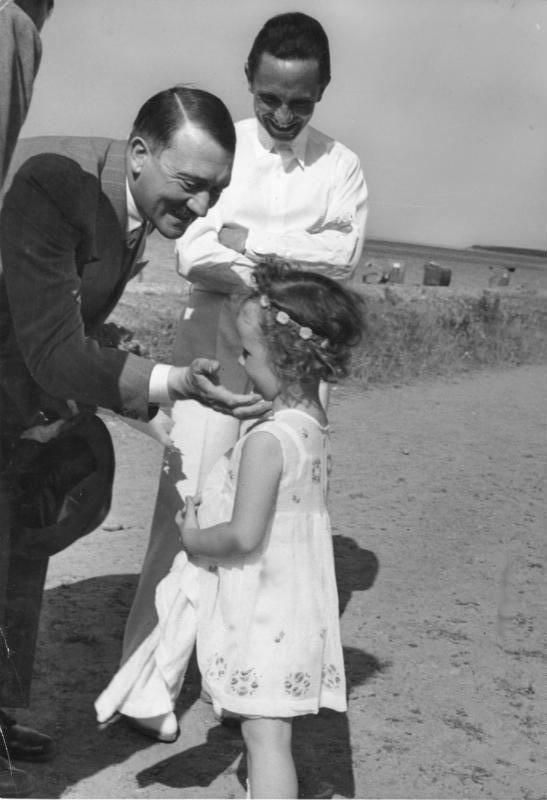
Goebbels cùng con gái Helga bên cạnh Hitler

Vào cuối năm 1930 Goebbels gặp Magda Quandt, một người phụ nữ ly dị chồng từng gia nhập đảng Quốc xã vài tháng trước. Quandt làm công việc tình nguyện trong các cơ quan đảng ở Berlin và giúp Goebbels sửa soạn đống sổ sách riêng tư. Căn hộ của bà ở Reichkanzlerplatz đã sớm trở thành điểm họp mặt ưa thích của Hitler và các đảng viên Quốc xã. Goebbels và Quandt kết hôn vào ngày 19 tháng 12 năm 1931.
Goebbels đã tổ chức các chiến dịch vận động khổng lồ bao gồm các cuộc mít tinh, diễu hành, các bài phát biểu, và chuyến du hành quanh đất nước của Hitler bằng máy bay cùng khẩu hiệu "Führer phía trên nước Đức", cho hai cuộc tuyển cử trong năm 1932. Ông còn thực hiện nhiều chuyến phát biểu trong các chiến dịch tranh cử này, một vài trong số đó được công bố trên đĩa than và sách nhỏ. Ông cũng tham gia vào công việc sản xuất một loạt phim câm có thể sẽ được chiếu tại các cuộc họp đảng, dù cho họ không có đủ số trang thiết bị để áp dụng hình thức này một cách rộng rãi. Các áp phích vận động của Goebbels, không ít trong số chúng chứa những hình ảnh bạo lực như một người đàn ông khổng lồ cởi trần tiêu diệt những địch thủ chính trị hay những kẻ thù khác. Ông thường mô tả những thứ đối lập như là "những tên tội phạm tháng 11", "những tên Do Thái giật dây", hay mối đe dọa cộng sản. Sự ủng hộ dành cho đảng tiếp tục tăng, tuy nhiên cả hai cuộc tuyển cử đều không dẫn tới một chính phủ đa số. Vào ngày 30 tháng 1 năm 1933, trong một nỗ lực nhằm bình ổn hóa đất nước và cải thiện tình hình kinh tế, Hindenburg đã bổ nhiệm Hitler làm thủ tướng Đức.

## Nghệ thuật tuyên truyền
Göbbels góp công rất lớn cho sự đi lên của Quốc xã, nhờ nghệ thuật tuyên truyền của ông, mà vài việc điển hình được ghi dưới đây.
"Liệt sĩ" Quốc xã.. Một trong những chỉ huy SA cấp cơ sở ở thủ đô Berlin là Horst Wessel, con của một mục sư Tin lành. Anh này bỏ gia đình, bỏ học để đến ngụ trong một khu nhà tồi tàn, sống chung với một phụ nữ lúc trước làm gái bán dâm và cống hiến cuộc đời của anh ta để chiến đấu cho Quốc xã. Nhiều người chống Quốc xã cho rằng Wessel kiếm tiền bằng cách làm ma cô dắt gái, nhưng có lẽ đấy là lời phóng đại. Chắc chắn là anh ta giao thiệp với ma cô và gái mại dâm. Tháng 2/1930, bị đảng viên Cộng sản hạ sát. Đáng lẽ Wessel đã đi vào quên lãng cùng với hàng trăm nạn nhân khác của hai bên đã bỏ mình khi xô xát trên đường phố. Chỉ có điều khác biệt: Wessel có một ca khúc do anh ta soạn cả nhạc và lời. Đấy là bài Horst Wessel (cũng có tựa là Die Fahne Hoch – Ngọn cờ giương cao), chẳng bao lâu trở thành ca khúc chính thức của Đảng Quốc xã và sau này là quốc ca chính thức thứ hai – sau bài Deutschland über Alles – của Đế chế Thứ Ba. Nhờ nghệ thuật tuyên truyền khéo léo của Göbbels, Horst Wessel trở thành một trong những anh hùng huyền thoại vĩ đại nhất của phong trào, được ca tụng là người có lý tưởng thuần khiết đã bỏ mình vì sự nghiệp.
Tuyên truyền thắng lợi bầu cử. Ngày 15 tháng 1 năm 1933, trong khi Schleicher đang hoan hỉ nói về ngày tàn của Hitler, Quốc xã đạt kết quả khả quan trong cuộc bầu cử ở Bang Lippe, chiếm 39% số phiếu trong tổng số 90.000 phiếu, tăng được 17% so với kỳ bầu cử trước. Tuy kết quả chỉ là nhỏ nhoi so với cấp toàn quốc, Göbbels chỉ huy một chiến dịch truyên truyền mạnh mẽ cho "thắng lợi" này. Điều lạ lùng là việc tuyên truyền gây ấn tượng cho một số người của phe bảo thủ, kể cả người đứng sau Tổng thống Ludwig von Hindenburg, chủ yếu là Chánh văn phòng Meissner và con trai ông, Oskar. Hitler đã gây ấn tượng mạnh với người con trai của Tổng thống khi hai người gặp gỡ riêng với nhau. Từ đó, ảnh hưởng của Hitler lan đến người cha.
Hitler tranh cử Tổng thống. Trong cuộc bầu cử Tổng thống Đức tháng 5 năm 1932, Hitler lao mình vào chiến dịch tranh cử với năng lượng dữ dội, di chuyển khắp nước Đức, phát biểu với đám đông trong nhiều buổi đại hội và thôi thúc họ đến mức độ cuồng loạn. Göbbels và Strasser, hai người có tài ăn nói làm mê mẩn lòng người, cũng lao vào lịch phát biểu tương tự. Nhưng chưa hết. Họ chỉ đạo một chiến dịch tuyên truyền rầm rộ mà nước Đức chưa từng thấy bao giờ. Họ dán hàng triệu pa-nô đầy màu sắc khắp các thành phố và thị trấn, phân phối 8 triệu tờ bướm và thêm 12 triệu bản tờ báo của đảng, tổ chức 3.000 buổi mít-tinh lớn nhỏ mỗi ngày khắp nước Đức. Lần đầu tiên trong một cuộc bầu cử ở Đức, Quốc xã sử dụng phim ảnh, thêm máy hát phát ra loa đặt trên xe tải.
Khai mạc Nghị viện. Hitler cùng Göbbels thực hiện một động thái thần sầu khai mạc phiên họp Nghị viện mới ở Nhà thờ Doanh trại Potsdam, là thánh địa của nước Phổ xa xưa, gợi lại trong lòng người Đức nhiều hoài niệm về đế chế quang vinh. Ngày được chọn để cử hành lễ khai mạc Nghị viện đầu tiên của Quốc xã, 21 tháng 3 năm 1933, cũng có ý nghĩa. Đấy là ngày kỷ niệm Bismarck khai mạc Nghị viện đầu tiên của Đế chế thứ Hai vào năm 1871. Göbbels (đã nhậm chức Bộ trưởng Bộ Giác ngộ quần chúng và Tuyên truyền ngày 13 tháng 3 năm 1933) phụ trách dàn dựng nghi thức và chỉ đạo công tác truyền thanh khắp cả nước. Để tỏ lộ lòng khiêm tốn sâu sắc đối với vị Tổng thống, Hitler cúi đầu thật thấp trước mặt Hindenburg và nắm lấy bàn tay ông. Trong ánh sáng nhấp nháy của những ngọn đèn máy ảnh và giữa tiếng lịch kịch của máy quay phim – mà Göbbels đã cho bố trí cùng với micrô ở những góc cạnh thích hợp nhất – hình ảnh vị Thống chế Đức và người hạ sĩ gốc Áo nắm chặt tay nhau được ghi lại cho cả nước Đức và thế giới cùng xem.
Thế vận hội Berlin 1936. Qua Thế vận hội này Göbbels có một cơ hội bằng vàng để tạo ấn tượng cho thế giới về những thành tựu của Đế chế Thứ Ba. Nào nước Đức tạo nên phong thái tốt nhất có thể được. Chưa từng có Thế vận hội nào được tổ chức ngoạn mục như thế với chương trình giải trí phong phú như thế. Göring, Ribbentrop và Göbbels tổ chức nhiều buổi tiếp tân lộng lẫy đón khách nước ngoài. Du khách, nhất là người Anh và người Mỹ, có ấn tượng mạnh đối với những gì họ nhìn thấy: hiển nhiên là một dân tộc hạnh phúc, khỏe mạnh, thân thiện, đoàn kết dưới Hitler. Họ cho biết đấy là cả sự khác biệt so với những gì họ đọc qua những bài báo gửi đi từ Berlin.
Chuẩn bị việc thôn tính châu Âu. Để lấy cớ cho Đức xâm lăng Áo năm 1938, Göbbels dựng nên những mẩu chuyện về tình hình rối loạn Đỏ – xô xát, bắn giết, cướp bóc – trên đường phố chính ở Viên.
Năm 1939, Quốc xã cũng đã dàn dựng để đánh lừa dân Đức và những người cả tin khác ở châu Âu. Trong nhiều ngày, điệp viên Đức đã xách động nhiều vụ gây rối ở các thành phố Tiệp Khắc. Họ không được thành công lắm vì lý do oái oăm như công sứ Đức ở Praha báo cáo: "Cảnh sát Tiệp Khắc được lệnh không hành động chống người Đức, ngay cả trong các trường hợp bị khiêu khích." Nhưng Göbbels đã khuấy động báo chí Đức gây ồn ào về cái mà họ gọi là những hành động khủng bố của người Tiệp Khắc chống lại người Đức đáng thương. Như đại sứ Pháp báo cáo về Paris, những hàng tít lớn trông giống như trường hợp mà TS. Göbbels đã dựng nên trong cuộc khủng hoảng Sudetenland. Qua đấy, Hitler có thể trấn an người dân Đức rằng đồng bào của họ sẽ không phải chịu cảnh bơ vơ lâu nữa.

## Quốc xã hóa nền văn hóa
Vào buổi tối 10 tháng 5 năm 1933, khoảng 4 tháng rưỡi sau khi Hitler trở thành thủ tướng, một cảnh tượng xảy ra ở Berlin chưa từng thấy ở thế giới phương Tây kể từ thời Trung cổ. Khoảng giữa đêm, cuộc diễu hành rước đuốc của hàng nghìn sinh viên kết thúc trên quảng trường đối diện Đại học Berlin. Một đống sách khổng lồ được châm lửa, rồi khi ngọn lửa bùng lên có thêm sách được ném vào, cuối cùng khoảng 20.000 quyển sách cháy thành tro. Cảnh tượng tương tự diễn ra ở vài thành phố khác. Chiến dịch đốt sách đã bắt đầu.
Nhiều quyển sách do đám sinh viên ném vào đống lửa đêm ấy dưới đôi mắt hài lòng của TS. Göbbels là tác phẩm của những tác giả đã nổi tiếng trên thế giới. Trong số tác giả Đức gồm có Thomas Mann, Heinrich Mann, Lion Feuchtwanger, Jakob Wassermann, Stefan Zweig, Erich Maria Remarque, Walther Rathenau, Albert Einstein, Alfred Kerr và Hugo Preuss – người cuối cùng đã đóng góp vào việc soạn thảo bản hiến pháp của Cộng hòa Đức. Các tác giả nước ngoài gồm: Jack London, Upton Sinclair, Helen Keller, Margaret Sancher, H.G. Wells, Havelock Ellis, Arthur Schnitzler, Freud, Gide, Zola, Proust.
Bộ trưởng Göbbels phát biểu với sinh viên sau khi các quyển sách đã hóa thành tro:
Tâm hồn của dân tộc Đức có thể cất lên tiếng nói trở lại. Những ngọn lửa này không những rọi chiếu hồi kết cục của một kỷ nguyên cũ, mà còn soi sáng cho kỷ nguyên mới.
Kỷ nguyên Quốc xã mới của nền văn hóa Đức được soi sáng không chỉ bởi những đống lửa đốt sách vở, mà còn qua những quy định theo tầm mức chưa một quốc gia phương tây hiện đại nào từng thấy. Có biện pháp âm thầm, không thể hiện biểu tượng như đống lửa sách nhưng hữu hiệu, như việc quy định số ấn bản lưu hành hoặc trữ trong thư viện và đề tài của sách mới. Ngay từ thời gian đầu, ngày 22 tháng 9 năm 1933, Ban Văn hóa Đế chế được thành lập và được giao cho Göbbels quản lý. Chức năng của Ban này được luật quy định như sau:
Nhằm theo đuổi một chính sách của văn hóa Đức, cần thiết phải tập hợp lại những nghệ sĩ có sáng kiến trong mọi lĩnh vực vào một tổ chức dưới quyền lãnh đạo của Quốc xã. Đế chế không những sẽ quy định đường hướng tiến triển về tinh thần và tâm linh, mà còn sẽ chỉ đạo và tổ chức các ngành nghề.
Nhiều phòng được đặt ra dưới Ban Văn hóa Đế chế để hướng dẫn và kiểm soát cuộc sống văn hóa: các phòng Đế chế về mỹ thuật, âm nhạc, sân khấu, văn học, báo chí, truyền thanh và phim ảnh. Mọi người hoạt động trong những lĩnh vực này đều bị buộc phải gia nhập một phòng tương ứng, trong đấy các quyết định và chỉ đạo có hiệu lực theo luật định. Trong số các chức năng khác, các phòng có thể trục xuất – hoặc từ chối đơn xin gia nhập – người "thiếu tin cậy về chính trị." Có nghĩa là người không sốt sắng lắm với Quốc xã thường bị cấm hành nghề và thế là mất kế sinh nhai.

## Sự kiểm soát báo chí, truyền thanh và phim ảnh
Mỗi buổi sáng, biên tập viên của các nhật báo ở Berlin và thông tín viên báo chí xuất bản nơi khác tề tựu ở Bộ Tuyên truyền để nghe TS. Göbbels hoặc phụ tá của ông thông báo cho phép in tin nào và cấm tin nào, viết bản tin ra sao và đề tựa như thế nào, chiến dịch truyên truyền nào phải chấm dứt và chiến dịch nào phải bắt đầu, và bài xã luận nào cần viết. Nếu có trường hợp hiểu lầm, một văn bản được gửi đi kèm lời chỉ dẫn bằng miệng. Văn bản được gửi bằng điện tín hoặc thư bưu điện đến các tờ báo ở xa.
Luật Báo chí ngày 4 tháng 10 năm 1933 quy định người "trong sạch" về chính trị và chủng tộc mới được làm biên tập viên dưới thời Quốc xã: phải có quốc tịch Đức, thuộc chủng tộc Aryan và không kết hôn với người Do Thái. Điều 14 của Luật Báo chí quy định biên tập phải "loại ra khỏi báo chí bất kỳ bài viết nào... có xu hướng làm suy yếu sức mạnh của Đức Quốc xã, ý chí nội tại hoặc bên ngoài của dân tộc Đức, nền quốc phòng của Đức... hoặc xúc phạm danh dự và phẩm giá của nước Đức." Đấy là những vi phạm mà nếu Luật được áp dụng trước 1933 sẽ trấn áp tất cả biên tập viên của Quốc xã. Bây giờ Luật dẫn đến việc loại bỏ những tờ báo và người làm báo không phải là Quốc xã. Vài tờ báo còn tồn tại là nhờ Văn phòng Báo chí Đức can thiệp vì muốn duy trì những tờ báo danh tiếng quốc tế này hầu tạo ấn tượng cho thế giới bên ngoài.
Khi mọi tờ báo ở Đức đã được chỉ dẫn phải đăng gì, viết bản tin và xã luận như thế nào, điều không khỏi là có sự tuân phục tai hại lan tràn khắp báo chí cả nước. Ngay cả một dân tộc vốn đã được điều hành chặt chẽ và chịu phục tùng chế độ cũng cảm thấy chán ngán với nhật báo. Số phát hành báo giảm nhanh chóng. Trong 4 năm đầu của chế độ Quốc xã, số tựa báo giảm từ 3.607 xuống còn 2.671.
Người nước ngoài ở Berlin cũng nhận ra cách thức mà báo chí, dưới quyền chỉ đạo chuyên nghiệp của Göbbels, đang lừa dối người dân Đức cả tin. Trong sáu năm, từ khi Quốc xã "điều phối" các tờ nhật báo, có nghĩa là dập tắt tự do báo chí, người dân đã bị cắt đứt khỏi sự thật của những gì diễn ra trên thế giới.
Có lúc vào năm 1934, Göbbels kêu gọi các biên tập viên hay khúm núm không nên viết bài quá đơn điệu. Một biên tập viên lại quá năng nổ với chỉ thị này, viết bài chỉ trích Bộ Tuyên truyền quá nghiêm khắc khiến cho báo chí trở nên chán ngắt. Tờ tuần báo của ông này lập tức bị đình bản ba tháng và chính ông bị Göbbels đưa vào trại tập trung.
Ngành truyền thanh và phim ảnh cũng bị nhanh chóng uốn nắn để phục vụ cho mục đích truyên truyền của Nhà nước Quốc xã. Göbbels thường lên tiếng trên đài truyền thanh (truyền hình chưa xuất hiện lúc này). Qua Cục Truyền thanh trong Bộ Tuyên truyền, ông kiểm soát hoàn toàn và lèo lái các chương trình truyền thanh cho mục đích của mình. Công việc càng thêm dễ dàng vì ở Đức, giống như những quốc gia châu Âu khác, Nhà nước nắm độc quyền lĩnh vực truyền thanh.
Ngành phim ảnh vẫn còn nằm trong tay công ty tư nhân, nhưng Bộ Tuyên truyền và Phòng Phim ảnh kiểm soát mọi hoạt động trong ngành, với chức năng – theo ngôn từ của một bài xã luận chính thức – "nhằm đưa ngành phim ảnh thoát ra khỏi phạm trù của những tư tưởng kinh tế tự do..."
Trong cả hai trường hợp, hậu quả đối với người Đức là mang đến những chương trình truyền thanh và phim ảnh ngớ ngẩn và chán phèo, cũng giống như báo chí xuất bản định kỳ. Ngay cả một dân tộc vốn quen chịu o ép cũng tỏ ý phản kháng. Người hâm mộ lánh xa những phim của Quốc xã và chen chúc đến xem một số ít phim nước ngoài (phần lớn là phim Hollywood hạng nhì) mà Göring cho phép chiếu trong nước. Có lúc giữa thập kỷ 1930, Bộ trưởng Nội vụ Wilhelm Frick ra một lời cảnh cáo nghiêm khắc về "thái độ phản trắc của khán giả phim ảnh."
Tương tự, các chương trình truyền thanh bị chê bai thậm tệ, đến nỗi chủ tịch Phòng Truyền thanh Horst Dressler-Andress tuyên bố lời ta thán như thế là "xúc phạm đến nền văn hóa Đức" và sẽ không được dung thứ. Trong những ngày này ở thập kỷ 1930s, thính giả Đức có thể bắt nghe một số đài nước ngoài mà không sợ rủi ro đến tính mạng như trong Thế chiến II sau này. Có lẽ nhiều người Đức làm thế, tuy tác giả có cảm tưởng TS. Göbbels đã đúng khi cho rằng truyền thanh là công cụ tuyên truyền hữu hiệu nhất.
Người ta dễ chịu ảnh hưởng bởi ngành báo chí và truyền thanh bị kiểm duyệt trong một nước chuyên chế. Điều đáng ngạc nhiên là chế độ tuyên truyền dai dẳng gồm những điều bịa đặt và bóp méo sự thật cuối cùng gây ấn tượng trên tâm tư con người và thường khiến họ dễ lầm lạc. Sống nhiều năm dưới chế độ tuyên truyền liên tục có tính toán thì khó mà thoát khỏi tầm ảnh hưởng. Trong nhà riêng hoặc văn phòng người Đức, đôi lúc trong buổi chuyện trò cởi mở với một người mới gặp ở nhà hàng, quầy bia, quán café, người nước ngoài thường nghe những lời khẳng định lạ lùng từ người có vẻ như thông minh và có học thức. Hiển nhiên là họ lặp lại như con vẹt những điều vô lý mà họ đã nghe qua đài truyền thanh hoặc đọc qua báo chí. Đôi lúc người nước ngoài có thể thử nói ra sự thật, nhưng được đáp lại với cái nhìn kinh ngạc, với sự im lặng, như thể ta đã phạm thánh. Từ đấy, có thể nhận ra chỉ là vô ích nếu cố tiếp cận với một tư tưởng đã bị bẻ cong, đã thấm nhuần theo cách mà Hitler và Göbbels muốn uốn nắn.

## Vài vụ việc tuyên truyền nổi bật khác
Vụ đánh đắm tàu hành khách Athenia. Tối ngày 3 tháng 9 năm 1939, chiếc tàu Athenia của Anh chở 1.400 hành khách bị đánh đắm lúc 9 giờ, cách Hebrides (tây Scotland) khoảng 320 kilômét về phía tây. Có 112 hành khách tử vong, trong số ấy có 28 người mang quốc tịch Mỹ. Bộ Tuyên truyền Đức kiểm tra với Bộ Tư lệnh Hải quân Đức, được báo không có tàu ngầm Đức trong vùng, và lập tức phủ nhận trách nhiệm của Đức. Ngày 22 tháng 10, đích thân Göbbels phát biểu trên sóng truyền thanh mà kết án Churchill đã đánh đắm chiếc Athenia, và ngày hôm sau báo chí Đức phụ họa theo.
Đô đốc Karl Dönitz, lúc này là tư lệnh lực lượng tàu ngầm, nhiều năm sau tiết lộ sự thật:
Tôi gặp Thượng úy Hạm trưởng Lemp, khi chiếc tàu trở về căn cứ, và anh ấy yêu cầu nói chuyện riêng với tôi. Tôi nhận thấy ngay là anh ta tỏ vẻ rất buồn; anh nói ngay với tôi rằng anh nghĩ anh có trách nhiệm trong việc đánh đắm tàu Athenia. Tuân theo chỉ thị của tôi lúc trước, anh đã để ý theo dõi thương thuyền được vũ trang thành tàu tuần dương, và đã ra lệnh bắn ngư lôi đánh đắm một chiếc tàu mà sau đấy qua đài truyền thanh anh mới biết là chiếc Athenia, chỉ vì anh đã nhận lầm là một tàu tuần dương.
Đức bắn chìm chiếc Royal Oak. Ngày 14 tháng 10 năm 1939, tàu ngầm U-17 của Đức xâm nhập hệ thống phòng vệ của căn cứ hải quân Anh Scapa Flow và bắn chìm tàu thiết giáp Royal Oak Anh đang thả neo, khiến cho 786 sĩ quan và thủy thủ tử vong. Đấy là một thắng lợi đáng kể mà TS. Göbbels khai thác tận lực trong chiến dịch tuyên truyền của Đức, và nâng cao vị thế của hải quân trong đầu óc của Hitler.
Chiếm Pháo đài Eben Emael. Tháng 5 năm 1940, khi đánh qua Tây Âu, Đức đạt chiến công hiển hách khi chiếm được Pháo đài Eben Emael kiểm soát điểm hợp lưu của Sông Meuse và Kênh Albert. Pháo đài hiện đại này nằm ở vị trí có tầm quan trọng chiến lược, được xem là có cấu trúc kiên cố nhất châu Âu, kiên cố hơn bất kỳ công sự nào mà Pháp xây ở Phòng tuyến Maginot hoặc Đức xây ở Bức tường Tây. Pháo đài gồm mạng lưới giao thông hào sâu bằng bê-tông cốt thép, những ổ súng được bảo vệ bằng lớp thép dày do 1.200 quân điều hành, được cho là có thể chống trả vô thời hạn những cuộc oanh kích của máy bay và đại pháo. Nhưng trong vòng 30 tiếng đồng hồ pháo đài này lại rơi vào tay 80 binh sĩ Đức dưới quyền chỉ huy của một trung sĩ. (Trung úy chỉ huy bị sự cố khiến ông đến muộn.) Quân Đức bay đến bằng 9 máy bay lượn đáp trên nóc pháo đài, và chỉ chịu thiệt hại nhẹ: 6 thiệt mạng và 19 bị thương. TS. Göbbels phát tán tin đồn là Đức có "vũ khí mới." Từ chiến dịch tuyên truyền này, chiến thắng Eben Emael của Đức trở thành một huyền thoại.
Xử lý nhóm âm mưu ám sát Hitler. Sau vụ ám sát hụt Hitler ngày 20 tháng 7 năm 1944, phiên xử đầu tiên của Tòa án Nhân dân diễn ra ở Berlin vào các ngày 7-8 tháng 8. Göbbels đã ra lệnh quay phim từng phút của phiên tòa để mang ra chiếu cho binh sĩ và dân chúng xem để làm gương. Vì thế, nhiều cách thức đã được thực hiện để làm cho các phạm nhân trông lôi thôi lếch thếch. Họ ăn mặc quần áo không ra kiểu gì cả, không được cạo râu, không có cổ áo, không có cà-vạt, không thắt lưng khiến cho quần trông lụng thụng. Đặc biệt, vị Thống chế Witzleben một thời kiêu hãnh giờ giống như một ông cụ xác xơ, móm mém.
Đến khi thi hành án tử hình, từng người bị lột trần cho đến eo, một thòng lọng bằng sợi dây dương cầm được tròng vào cổ họ và phía trên buộc vào cái móc treo thịt. Máy quay phim vẫn chạy rè rè trong khi tử tội đong đưa và ngạt thở, chiếc quần không có dây lưng cuối cùng tụt xuống, khiến cho họ trần truồng trong khi chết một cách đau đớn. Theo chỉ thị, cùng đêm ấy cuốn phim được tráng rồi được chuyển đến cho Hitler xem cùng những ảnh chụp trong phiên tòa. Có người nói Göbbels cố giữ không bị ngất xỉu bằng cách lấy hai bàn tay che đôi mắt.
Cuốn phim quay phiên tòa được quân Đồng minh tìm thấy và mang ra chiếu tại Tòa án Nürnberg. Nhưng không thể tìm thấy cuốn phim quay việc thi hành án; có lẽ Hitler đã ra lệnh tiêu hủy vì sợ rơi vào tay kẻ thù. Göbbels cho ráp nối cuốn phim và mang ra chiếu cho binh sĩ xem. Nhưng họ từ chối xem. Tại Trường Võ bị Lichterfelde, họ bước ra ngoài ngay khi khởi chiếu cuốn phim. Chẳng bao lâu, cuốn phim không còn được lưu hành nữa.
Göbbels đã đề nghị bắn ngay tù binh phi công Đồng minh để trả đũa việc ném bom xuống các thành phố của Đức.
Pháo đài Quốc gia. Tháng 4/1945, quân Mỹ chỉ còn cách Berlin 100 kilômét. Thủ tướng Anh Winston Churchill và giới lãnh đạo quân sự Anh công kích tướng Dwight Eisenhower một cách cay đắng vì đã không tiến đến Berlin trước quân Nga – là việc dễ dàng. Nhưng Eisenhower và bộ tham mưu của ông bị ám ảnh với ý nghĩ là phải gấp rút tiến lên miền đông-nam sau khi bắt tay với quân Nga hầu chiếm được cái gọi là Pháo đài Quốc gia. Đây là nơi được cho là Hitler đang tập họp những lực lượng còn lại để cố chống cự trong vùng núi Alps hầu như không thể bị đánh xuyên thủng.
"Pháo đài Quốc gia" chỉ là một huyền thoại. Nó chỉ hiện hữu trong trò tuyên truyền của Göbbels và trong đầu óc cẩn trọng của tổng hành dinh của Eisenhower đã quá cả tin. Từ đầu tháng 3 năm 1945, quân báo Đồng minh đã đánh động Eisenhower rằng Quốc xã đang dự trù xây dựng một pháo đài kiên cố vùng rừng núi và chính Hitler sẽ chỉ huy cuộc phòng thủ ở đây từ biệt thự nghỉ dưỡng ở Berchtesgaden. Báo cáo cho biết những vách núi lởm hởm phủ đầy băng "trên thực tế là không thể đánh thủng được." Báo cáo tiếp:
Ở đây, được che chắn bởi thiên nhiên và bởi những vũ khí bí mật hữu hiệu nhất chưa được phát minh, các thế lực từ trước đến giờ điều hành nước Đức sẽ tái tổ chức để vực dậy nước này; ở đây họ sẽ chế tạo vũ khí trong những nhà máy chống bom, lưu trữ thực phẩm và thiết bị trong những hang núi rộng rãi nằm dưới đất, và tuyển chọn đặc biệt một đoàn quân gồm những người trẻ được được huấn luyện về chiến tranh du kích, rồi vũ trang và chỉ đạo cả quân đội nằm vùng để giải phóng Đức khỏi các lực lượng đang chiếm đóng.
Đây trông có vẻ như những tác giả bí ẩn người Anh và Mỹ đã xâm nhập quân báo của Eisenhower để gieo rắc huyền thoại. Dù sao đi nữa, tổng hành dinh của Eisenhower xem việc này là nghiêm trọng. Tướng tham mưu trưởng Bedell Smith dưới quyền Eisenhower thì ngẫm nghĩ đến khả năng khiếp đảm "của một chiến dịch kéo dài trong vùng rừng núi Alps" khiến gây tổn thất nặng cho binh sĩ Mỹ và kéo tài vô tận cuộc chiến.
Đây cũng là lần cuối cùng TS. Göbbels đầy sáng kiến đã thành công trong việc gây ảnh hưởng đến tiến trình chiến lược bằng màn tháo cáy tuyên truyền. Vì lẽ, tuy Adolf Hitler lúc đầu có nghĩ đến rút vào vùng rừng núi Áo-Bayern – gần sinh quán và là nơi ông có ngôi biệt thự ở vùng Obersalzberg – để cố chống cự, ông vẫn lưỡng lự rồi cuối cùng đã quá muộn.

## Những ngày cuối cùng
Sau khi quân Mỹ bắt tay với quân Nga bên bờ sông Elbe, cách Berlin khoảng 40 kilômét về phía nam ngày 25 tháng 4, lãnh thổ Đức bị cắt ra làm hai mảnh bắc và nam. Adolf Hitler bị cô lập ở Berlin. Nhưng ông và vài thủ hạ cuồng tín nhất, trên tất cả là Göbbels, vẫn còn tin vào niềm hy vọng rằng sẽ được cứu nguy vào phút chót bằng một phép lạ.
Một buổi tối đẹp trời trong tháng 4, Göbbels đọc cho Hitler nghe một trong những quyển sách mà Hitler thích nhất: Lịch sử Friedrich Đại đế của nhà văn Thomas Carlyle người Scotland. Chương ông đang đọc trình bày những ngày đen tối nhất trong cuộc Chiến tranh Bảy Năm tàn khốc, khi nhà vua lâm vào đường cùng và bảo các quan đại thần rằng đến ngày 15 tháng 2 nếu tình hình không sáng sủa thì ông sẽ từ bỏ và uống thuốc độc. Giai đoạn lịch sử này khá tương đồng với hiện tại, và hẳn Göbbels đọc lên với cả giọng điệu kịch tính:
"Hỡi Đức Vua quả cảm! Hãy chờ đợi trong ít lâu, rồi những ngày thống khổ sẽ qua đi. Mặt trời may mắn của Người đã ở trên tầng mây và chẳng bao lâu sẽ soi rọi đến Người." Ngày 12 tháng 2, Nữ hoàng Nga qua đời, Phép lạ của Vương triều Brandenburg đã đến.
Göbbels cho biết đôi mắt của Hitler đẫm lệ.
Với sự khích lệ như thế họ xin hai lá số chiêm tinh, được lưu trữ trong văn phòng "nghiên cứu" đa dạng của Himmler. Một lá số là của Hitler lập nên ngày 30 tháng 1 năm 1933, ngày ông lên cầm quyền; lá kia là của nền Cộng hòa Weimar, do một chiêm tinh gia ẩn danh lập ngày 9 tháng 11 năm 1918, ngày sáng lập nền Cộng hòa.
Một sự kiện kỳ diệu đã tỏ rõ, cả hai lá số tiên đoán chiến tranh bùng nổ năm 1939, những chiến thắng cho đến năm 1941, rồi một loạt những thất bại với đòn nặng nhất trong những tháng đầu năm 1945, đặc biệt trong hai tuần đầu tháng 4. Trong hai tuần cuối tháng 4, ta có thành công tạm thời. Rồi sẽ đến thời kỳ đình trệ cho đến tháng 8, và hòa bình trong tháng này. Trong ba năm kế nước Đức sẽ gặp nguy khó, nhưng bắt đầu từ năm 1948 sẽ trỗi dậy.
Tinh thần được củng cố bởi Carlyle và sự tiên đoán kỳ diệu của những vì sao, ngày 6 tháng 4 Göbbels ban bố lời hiệu triệu binh sĩ đang rút lui:
Lãnh tụ đã tuyên bố rằng ngay cả trong năm nay, vận may sẽ đến... Tố chất thực sự của thiên tài là tinh thần tỉnh táo và nhận thức chắc chắn về sự thay đổi đang đến. Lãnh tụ biết thời khắc chính xác thay đổi sẽ đến. Định mệnh đã phái ông đến với chúng ta hầu trong giai đoạn khốn khổ bên ngoài và bên trong này, chúng ta sẽ chứng giám cho phép lạ...
Chỉ một tuần sau, vào đêm 12 tháng 4, Göbbels tin rằng "thời khắc chính xác" đã đến. Đấy là ngày có thêm tin xấu. Quân Mỹ đã xuất hiện trên xa lộ Dessau-Berlin, Đức đã vội vã ra lệnh phá hủy hai nhà máy làm thuốc súng còn lại nằm gần đường tiến quân. Từ lúc này trở đi, binh sĩ Đức không được tiếp tế thêm đạn dược nữa. Đến đêm 12 tháng 4, trung tâm Berlin bốc cháy do máy bay Anh không kích. Những gì còn lại của Phủ Thủ tướng và Khách sạn Adlon đều bùng cháy. Một thư ký đưa tin khẩn đến Göbbels: Roosevelt đã chết!
Gương mặt Göbbels rạng rỡ hẳn lên. Ông kêu: "Mang ra rượu sâm-banh ngon nhất. Và gọi điện cho Lãnh tụ!"
Hitler đang ở trong một bong-ke sâu chờ cho cuộc không kích kết thúc. Ông nhấc điện thoại.
Göbbels nói: "Lãnh tụ, tôi xin chức mừng ông! Roosevelt đã chết! Lá số chiêm tinh tiên đoán trong hai tuần cuối tháng 4 sẽ có điểm ngoặt cho chúng ta. Hôm nay là Thứ Sáu, ngày 13 tháng 4. Đây là điểm ngoặt!"
Không có tài liệu ghi chép phản ứng của Hitler, nhưng có thể tưởng tượng ông cảm thấy phấn khởi qua Carlyle và chiêm tinh học. Riêng Göbbels và Krosigk thì sướng thỏa.
Nhưng tình hình ngày càng tồi tệ, quân địch ngày càng tiến gần đến Berlin. Ngày 22 tháng 4 năm 1945, Hitler cho gọi Göbbels đến, mời ông này, bà vợ cùng sáu đứa con vào ngụ trong bong-ke của Lãnh tụ vì ngôi nhà của họ đã bị bom phá hư hại nặng. Ông biết rằng ít nhất người thuộc hạ cuồng tín và trung thành này, cùng với gia đình, sẽ ở bên ông cho đến cùng.
Giữa 1 và 3 giờ sáng 29 tháng 4, Hitler cử hành hôn lễ chính thức với Eva Braun. Göbbels và Bormann ký làm người chứng.
Sau nghi lễ ngắn gọn là bữa điểm tâm ăn mừng hôn lễ trong phòng riêng của Hitler. Rượu sâm-banh được khui ra, và ngay cả bà Manzialy, người nấu các món ăn chay cho Hitler, cũng được mời dự, cùng với các thư ký, tướng lĩnh, Tham mưu trưởng Lục quân Krebs và Burgdorf, Bormann, cùng hai vợ chồng Göbbels. Họ nói chuyện về những ngày tươi đẹp xa xưa và những đồng chí trong đảng vào thời còn gắn bó với nhau. Hitler nói một cách trìu mến về cơ hội ông làm phù rể trong hôn lễ của Göbbels. Buổi tiệc mừng hôn lễ chìm vào không khí ảm đạm; vài người khách cố giấu những giọt nước mắt.
Trong bản "Tuyên cáo Chính trị", Hitler trục xuất những kẻ phản bội và chỉ thị cho Dönitz cách bổ nhiệm người trong chính phủ mới. Họ là "những người có danh giá vốn sẽ hoàn tất nhiệm vụ tiếp tục cuộc chiến bằng mọi cách." Göbbels sẽ là Thủ tướng. Lúc 4 giờ sáng ngày Chủ Nhật, 29 tháng 4 năm 1945. Hitler triệu vào Göbbels, Bormann, các Tướng Krebs và Burgdorf để chứng kiến khi ông ký vào "Tuyên cáo Chính trị" và họ đều ký tên làm chứng.
TS. Göbbels không muốn sống ở nước Đức sau khi vị Lãnh tụ mà ông tôn thờ đã ra đi. Ông đã gắn kết định mệnh của mình với Hitler, người duy nhất đã đưa ông lên đài danh vọng. Ông đã là nhà tiên tri và chuyên gia tuyên truyền cho phong trào Quốc xã. Chính ông, sau Hitler, là người đã sản sinh những huyền thoại. Để lưu truyền những huyền thoại này, không những Lãnh tụ mà cả người trợ lý thân cận nhất – người duy nhất trong số những chiến hữu cũ đã không phản bội ông – phải hy sinh qua cái chết. Ông cũng phải nêu một gương sáng vốn sẽ được nhớ mãi qua các thế hệ và một ngày nào đấy sẽ giúp khơi lại ngọn lửa của chủ nghĩa Quốc xã.
Có lẽ đấy là những ý nghĩ của Göbbels khi trở về căn phòng nhỏ của ông trong bong-ke để viết lại lời vĩnh biệt cho các thế hệ hiện tại và tương lai. Ông đặt tiêu đề là "Phụ lục cho Tuyên cáo Chính trị của Lãnh tụ."
Lãnh tụ đã ra lệnh cho tôi rời Berlin... và tham gia với tư cách một thành viên hàng đầu trong chính phủ do ông chỉ định.
Lần đầu tiên trong đời, tôi phải từ chối tuân hành lệnh của Lãnh tụ. Vợ tôi và các con tôi đều từ chối cùng với tôi. Ngoài sự kiện là những cảm nghĩ về nhân tính và lòng trung thành của riêng tôi không cho phép tôi bỏ rơi Lãnh tụ trong giờ khắc khó khăn này, nếu không làm thế cho đến cuối đời tôi sẽ hiện thân là kẻ phản bội đáng hổ thẹn và là tên vô lại thấp hèn, sẽ mất cả lòng tự trọng cũng như sự trọng vọng của đồng bào tôi...
Trong cơn ác mộng của những hành động bội phản vây quanh Lãnh tụ trong những ngày khủng hoảng nhất của cuộc chiến, phải có người nào đấy ở kề bên ông cho đến phút cuối mà không đòi hỏi gì...
Tôi tin qua cách này tôi đang phục vụ tốt nhất cho tương lai của dân tộc Đức. Trong hoàn cảnh khó khăn sắp đến, nêu gương tốt là điều quan trọng hơn con người...
Vì lý do ấy, cùng với vợ tôi, và thay mặt cho các con tôi vốn còn quá nhỏ không thể tự phát biểu và nếu đủ lớn khôn hẳn sẽ hoàn toàn đồng ý với quyết định này, tôi xin bày tỏ ý muốn không gì lay chuyển được là sẽ không rời khỏi thủ đô của Đế chế ngay cả nếu thủ đô thất thủ, mà ở lại bên Lãnh tụ, để kết liễu cuộc sống mà đối với cá nhân tôi không còn giá trị gì nữa nếu tôi không thể dùng cuộc sống này để phục vụ Lãnh tụ và ở bên ông.
Göbbels viết xong vào lúc 5 giờ rưỡi sáng ngày 29 tháng 4.
Lúc 2 giờ rưỡi xế chiều ngày 30 tháng 4, Hitler cùng Eva Braun nói lời vĩnh biệt với những người phụ tá thân cận nhất: Göbbels, hai tướng Krebs và Burgdorf, các thư ký, và người nấu bếp Manzialy. Bà vợ Göbbels không xuất hiện. Giống như Eva Braun, người phụ nữ cương nghị và xinh đẹp với mái tóc bạch kim này cảm thấy thoải mái được chết cùng người chồng. Nhưng bà cảm thấy khổ sở với việc giết sáu đứa con – những ngày này đang vui vẻ nô đùa trong bong-ke mà không hề biết gì cả. Hai hoặc 3 đêm trước, bà đã nói với nữ phi công Reitsch: Cô Hanna thân yêu, khi phút cuối đã đến cô phải giúp tôi nếu tôi trở nên yếu lòng vì mấy đứa trẻ... Chúng nó thuộc về Đế chế thứ Ba và thuộc về Lãnh tụ, và nếu cả hai đều không còn nữa thì không còn có chỗ cho chúng nó. Tôi sợ nhất là tôi quá yếu đuối vào thời khắc cuối. Bây giờ, ở trong gian phòng riêng nhỏ hẹp, bà đang cố gắng vượt qua nỗi sợ hãi cùng cực nhất. Các con của bà và tuổi của chúng là: Hela 12, Hilda 11, Helmut 9, Holde 7, Hedda 5, và Heide 3.
Ở hành lang bên ngoài, Göbbels, Bormann cùng vài người khác chờ đợi trong khi Hitler cùng Eva Braun ở trong phòng riêng của họ lập tự kết liễu cuộc đời.
Hai thi thể được mang ra ngoài khu vườn, trong khi đại bác ngưng bắn, được để xuống một hố đạn rồi đốt bằng xăng. Nhóm người, do Göbbels và Bormann dẫn đầu, rút vào đứng trong hầm tránh bom nơi cửa thoát hiểm. Khi ngọn lửa bùng lên, họ đứng nghiêm, đưa cánh tay phải lên chào theo kiểu Quốc xã. Nghi thức diễn ra ngắn gọn, vì đạn pháo của Hồng quân lại bắt đầu rơi xuống khu vườn. Nhóm người còn sống đi vào bên trong bong-ke, để lại ngọn lửa làm nốt công việc xóa đi mọi dấu vết của Adolf Hitler và vợ của ông.
Lúc 3:15 giờ chiều, Göbbels ông gửi bức điện của riêng mình cho Dönitz – là thông tin vô tuyến cuối cùng phát đi từ bong-ke.
Thủy sư Đô đốc Dönitz
TỐI MẬT
Lãnh tụ qua đời hôm nay lúc 15 giờ 30. Di chúc đề ngày 29 tháng 4 cử ông làm Tổng thống Đế chế... [Kế tiếp là tên những người chủ chốt được bổ nhiệm vào nội các.]
Theo lệnh của Lãnh tụ, Di chúc đã được gửi đến ông từ Berlin... Bormann có ý định đi đến ông hôm này và thông báo cho ông rõ tình hình. Thời gian và cách thức loan tin cho báo chí và binh sĩ là tùy nơi ông. Xin cho biết đã nhận được.
Göbbels
Göbbels nghĩ không cần thiết báo cho người Lãnh tụ mới về ý định của riêng ông. Đầu buổi tối 1/5, ông thực hiện ý định. Sáu đứa trẻ được chích thuốc độc. Rồi Göbbels gọi tùy viên của ông, Đại úy SS Guenther Schwaegermann, và chỉ thị anh này đi tìm một ít xăng.
Göbbels nói: "Schwaegermann, đây là sự bất trung tồi tệ nhất. Các tướng lĩnh đã phản bội Lãnh tụ. Tất cả đã mất. Tôi sẽ chết, cùng với vợ tôi và gia đình."
Ngay với tùy viên của mình, Göbbels vẫn không cho biết là ông vừa cho người sát hại các con của mình: "Anh sẽ đốt xác của chúng tôi. Anh có thể làm được chứ?"
Schwaegermann trả lời mình làm được, rồi phái hai hộ lý đi tìm xăng. Ít phút sau, khoảng 8:30 giờ, khi bên ngoài bắt đầu sẫm tối, TS. Göbbels và bà vợ đi qua bong-ke, chào giã biệt người nào họ gặp trong hành lang, đi lên các bậc cầu thang để ra khu vườn. Nơi đây, theo yêu cầu của họ, người hộ lý SS bắn hai phát súng vào phía sau đầu. Họ đổ 4 can xăng lên hai thi thể rồi châm lửa, nhưng việc hỏa thiêu không trọn vẹn. Những người còn sống sót trong bong-ke nóng lòng muốn chạy thoát ra ngoài và không để mất thời giờ mà lo hỏa thiêu những người đã chết.
Ngày hôm sau, quân đội Liên Xô tìm thấy thi thể cháy thành than của hai vợ chồng và lập tức nhận dạng được họ.

## Phim ảnh
Ulrich Matthes đóng vai trong bộ phim Đức Downfall năm 2004.